# Interdyscyplinarność
Interdyscyplinarność – rodzaj współpracy naukowej, w której naukowcy, stosując typowe dla swoich dyscyplin metody badawcze, starają się doprecyzować wstępnie sformułowany problem. W wyniku działań interdyscyplinarnych powstaje specyficzna nowa wiedza, przedstawiająca podejście odmienne od podejść reprezentowanych przez dziedziny, na których się opiera.
Interdyscyplinarne badania naukowe są prowadzone w różnych dziedzinach (przykłady: kognitywistyka, polemologia i wiele innych).